# Museo della guerra bianca adamellina
Il Museo Guerra Fronte Adamello è situato a Spiazzo Rendena, in Val Rendena, Trentino. Espone reperti della prima guerra mondiale svoltasi sul vicino gruppo dell'Adamello.
Il museo colleziona, oltre a materiali inerenti alla battaglia dell'Adamello, anche reperti della seconda guerra mondiale appartenenti ad entrambi i fronti (Italiano e Austroungarico). La collezione, costituita grazie a donazioni di privati, associazioni e enti pubblici, raccoglie: reperti della vita quotidiana dei soldati, cartografia austriaca riguardante l’assalto al Corno di Cavento, materiale fotografico, slitte, lettere e documenti di combattenti e reduci.

## Storia del museo
L’idea di costruire una mostra-museo dedicato alla Guerra svoltasi sulle cime dell’Adamello risale al settembre del 1973, quando due alpinisti di Spiazzo Rendena, Sergio Collini e Giovanni Pellizzari, rinvennero sul ghiacciaio di Lares i resti di tre combattenti della prima guerra mondiale. Con il ritiro dei ghiacciai dovuto ai cambiamenti climatici, infatti, cominciavano ad emergere moltissimi reperti e testimonianze del conflitto svoltosi in alta quota. In seguito al ritrovamento dei tre combattenti - e non avendo potuto, a causa di un'abbondante nevicata, dare loro una degna sepoltura - Sergio Collini e Giovanni Pellizzari iniziarono a concepire l'idea di fare qualcosa perché la memoria delle vicende della guerra non fosse perduta.
Negli anni seguenti i due alpinisti si impegnarono per rintracciare i combattenti superstiti, sia italiani che austriaci, per raccogliere le loro testimonianze. In valle erano attivi numerosi recuperanti, persone del territorio che, di professione, recuperavano materiali della vita dei soldati in alta quota e riportavano in valle reperti rinvenuti sui ghiacciai dell'Adamello-Carè Alto; il fenomeno era iniziato alla conclusione della Prima guerra mondiale quando la popolazione locale, che viveva momenti di grande difficoltà economica, cominciò a risalire le montagne per recuperare quanto ancora poteva essere utilizzato o venduto.  
Grazie alla raccolta delle molte testimonianze l'Amministrazione comunale diede a disposizione uno spazio espositivo, e il museo iniziò così a prendere forma. L'iniziativa suscitò grande interesse, e in aggiunta a badiletti italiani da trincea, sci, bombe di vario calibro, cartucce e filo spinato ritrovati, molte persone si resero disponibili a fornire cimeli originali, fotografie e corrispondenze epistolari, che andarono ad arricchire l'esposizione.
Il museo conserva ad oggi numerosissimi reperti, e un archivio di oltre 3000 fotografie originali dei luoghi in cui è stata combattuta la Grande Guerra in Trentino. Al momento è in fase di riallestimento, prossimo ad una nuova apertura, ed "ha tra i suoi scopi quello di conservare, studiare e valorizzare le testimonianze materiali, bibliografiche, archivistiche e fotografiche relative alla Grande Guerra combattuta sul fronte dell'Adamello - Carè Alto."

## Le esposizioni permanenti
L'allestimento del piano terra delle esposizioni è stato realizzato con il sostegno della Provincia autonoma di Trento e del Comitato Storico Trentino della SAT, ed è stato curato dall'architetto Sergio Camin. Dal 2021 è stato ampliato lo spazio espositivo anche al primo piano della struttura comunale.

### La Grande Guerra
Tra le varie cime del gruppo dell'Adamello, l'area del Carè Alto aveva durante la Guerra Bianca una grande importanza logistica e strategica: era militarmente attrezzata, servita da cinque teleferiche, una centrale elettrica e diverse centrali telefoniche. Questo vantaggio strategico si sviluppò maggiormente dopo la conquista italiana il 29 aprile 1916 del Crozzon di Lares e  il 15 giugno 1917 del Corno di Cavento. Sulla cresta est del Carè Alto fu installato un cannone Skoda, oggi restaurato nella sua postazione originale; altri resti del presidio militare sono ancora chiaramente visibili nei pressi della vetta. Molti altri reperti vennero raccolti e, anche con opere di archeologia (in particolare per quanto riguarda gli oggetti recuperati nella galleria del Corno di Cavento, in seguito all'indotto scioglimento del ghiaccio), vennero riportati in valle e organizzati per l'esposizione alla sede del museo.
Tra le varie testimonianze così raccolte il museo conserva importanti documenti sulle vicende della Guerra Bianca. Particolarmente significativi sono la cartografia austriaca riguardante l'assalto al Corno di Cavento, il diario di guerra  del primo tenente dei Kaiserjäger Felix Hecht, la cui pubblicazione è stata curata da Dante Ongari; del materiale fotografico sulla riconquista della cima da parte dell'Italia, attribuito a Fabrizio Battanta, della corrispondenza epistolare dei soldati; un lanciabombe Minucciani; una forgia da campo; la bussola geodetica usata dagli italiani per lo scavo della galleria di mina del Col di Lana. Tra le esposizioni permanenti si possono poi vedere, nelle vetrine, delle croci lignee scolpite e lavorate dai prigionieri di guerra russi, spesso scambiate da questi con la popolazione locale in cambio di cibo e riparo.

### La seconda guerra mondiale
Il museo comprende, tra le sue esposizioni permanenti, anche alcuni reperti della seconda guerra mondiale rinvenuti sul territorio. Un esempio sono dei resti di uno schianto aereo di forze dell'aeronautica, avvenuto in Val San Valentino, una valle laterale della Val Rendena, probabilmente a causa della scarsa visibilità.

## Galleria d'immagini

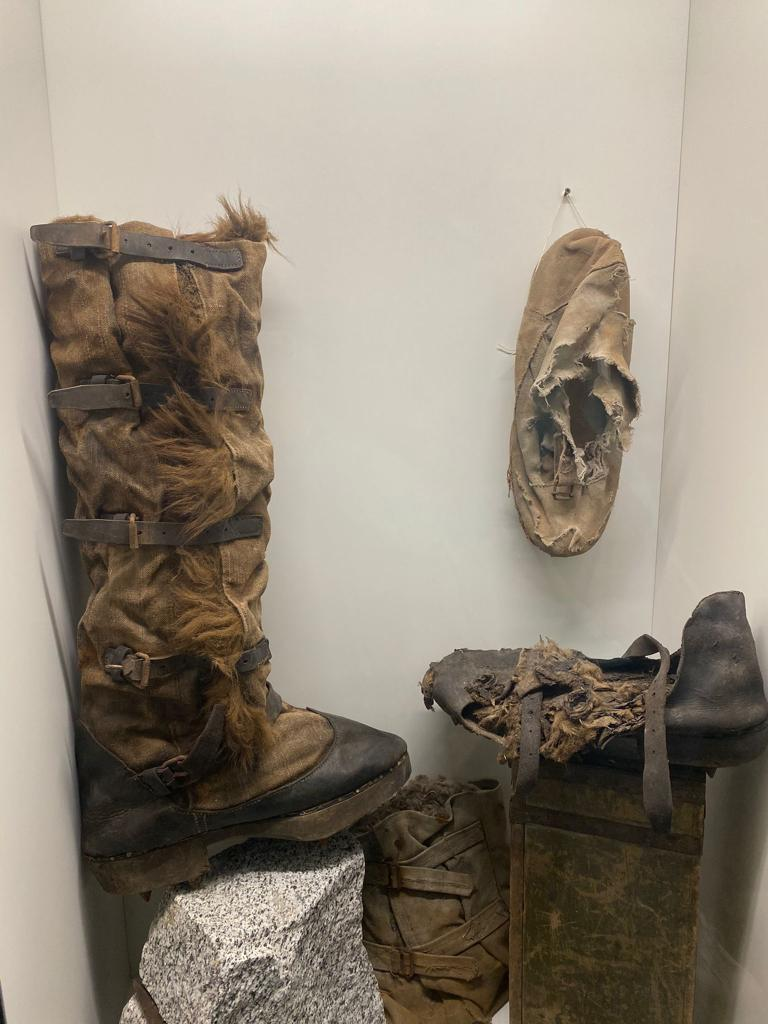
Calzature soldati
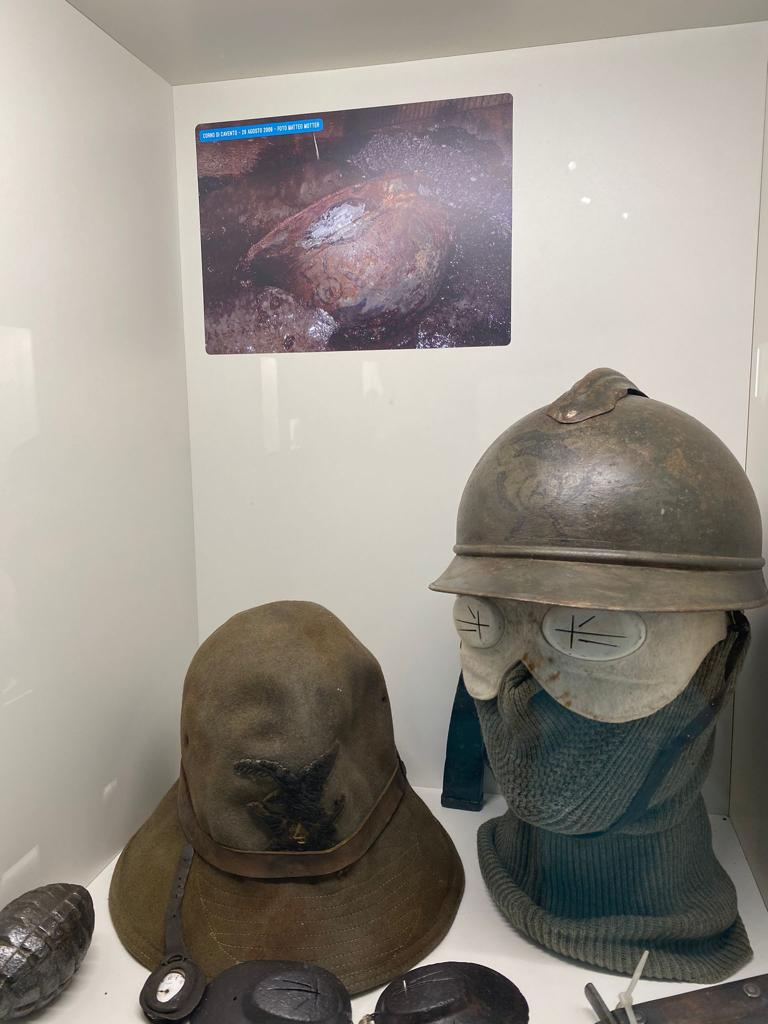
Elmi e granate
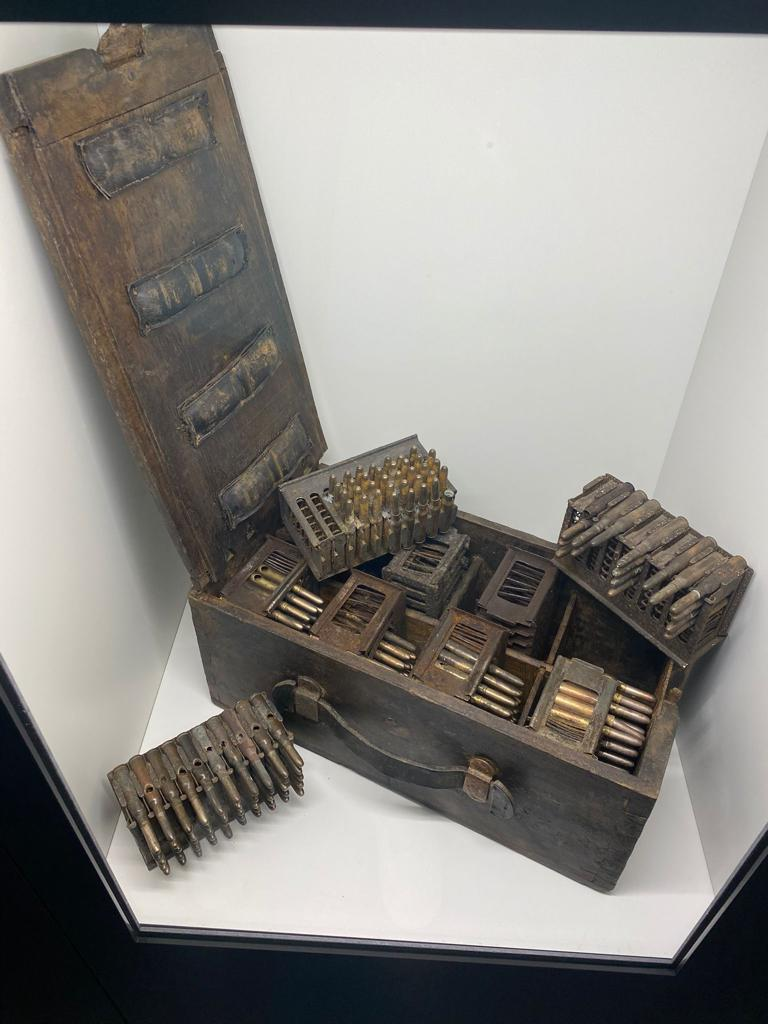
Proiettili
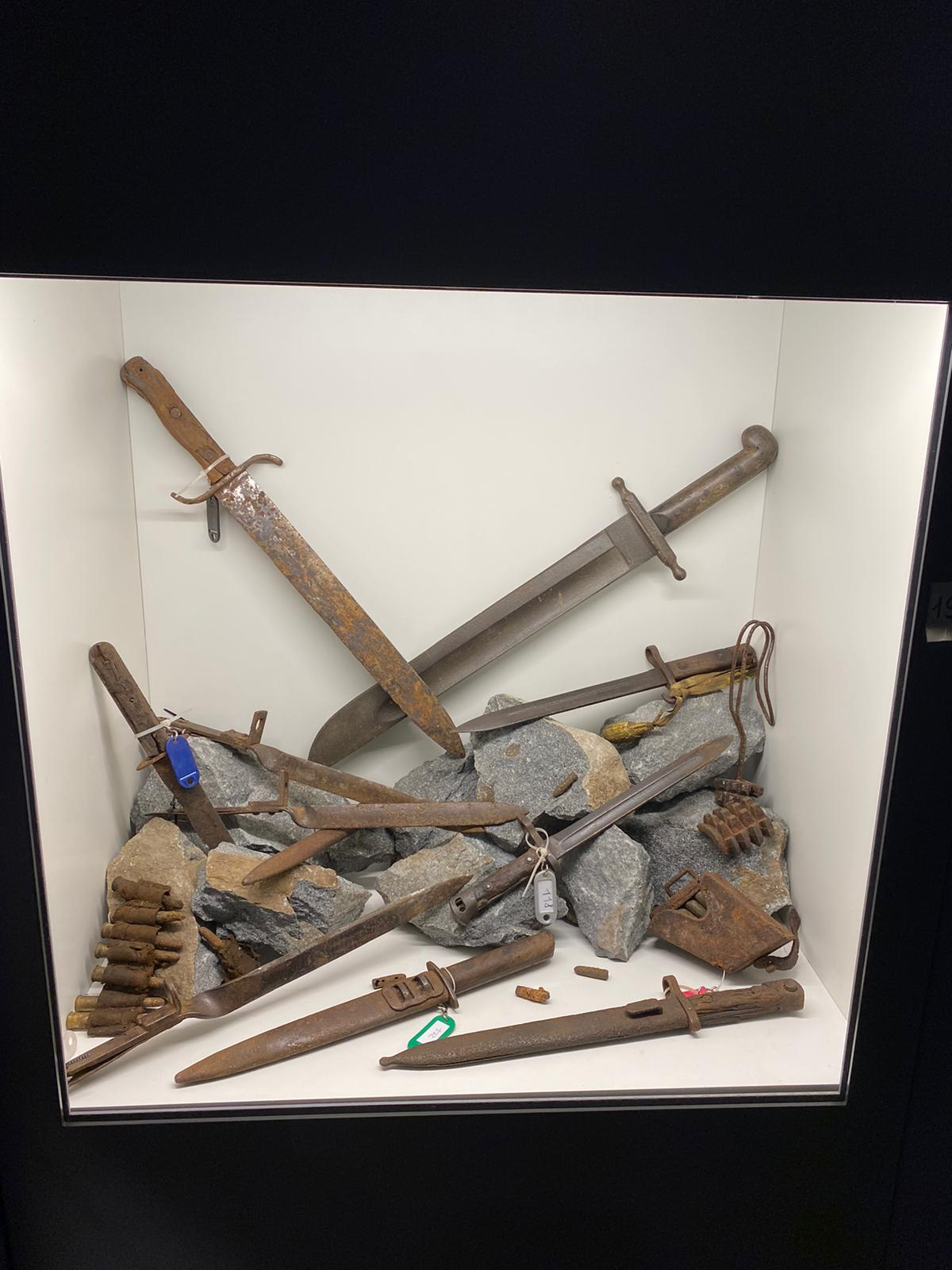
Armi
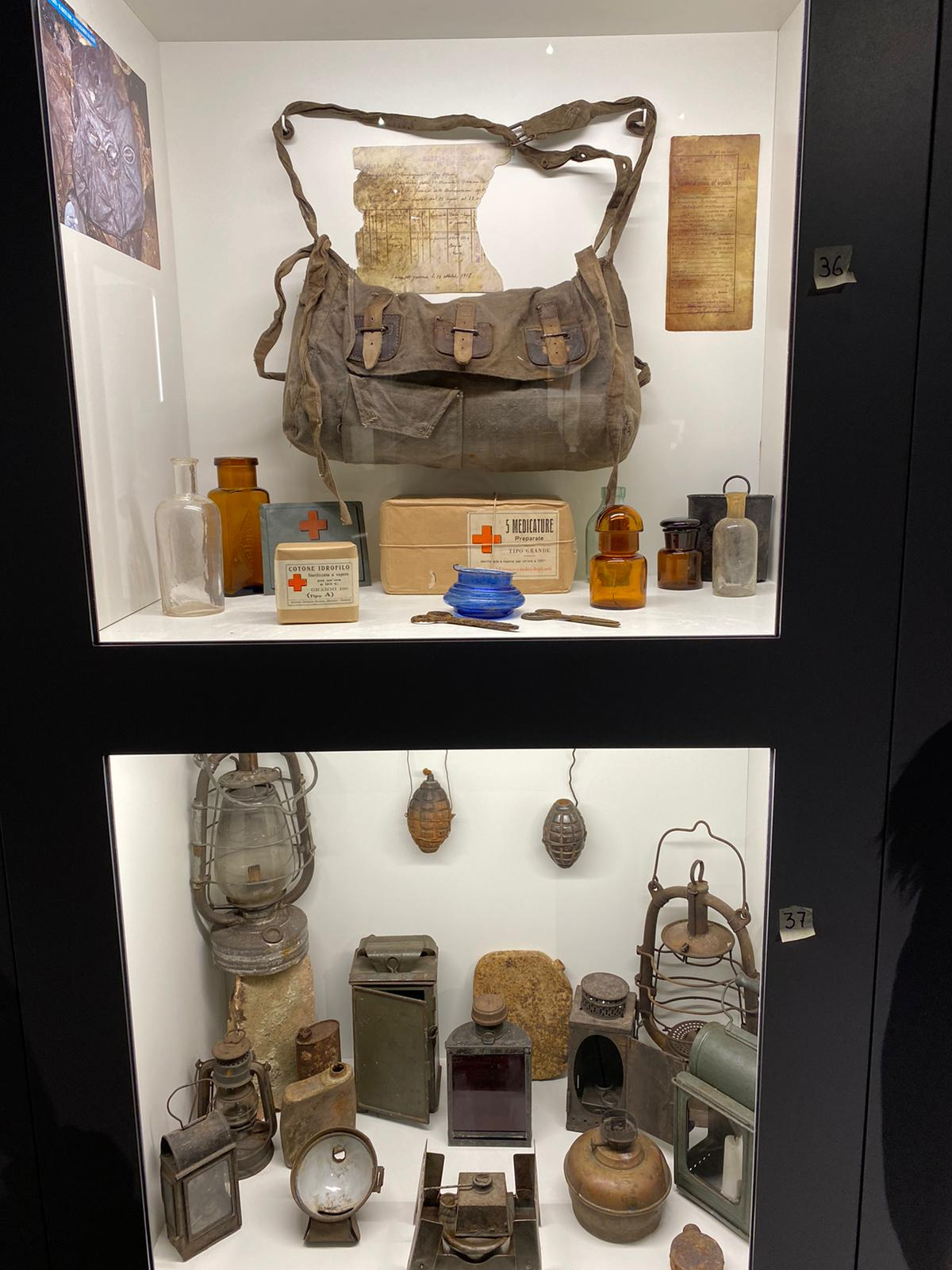
Medicinali
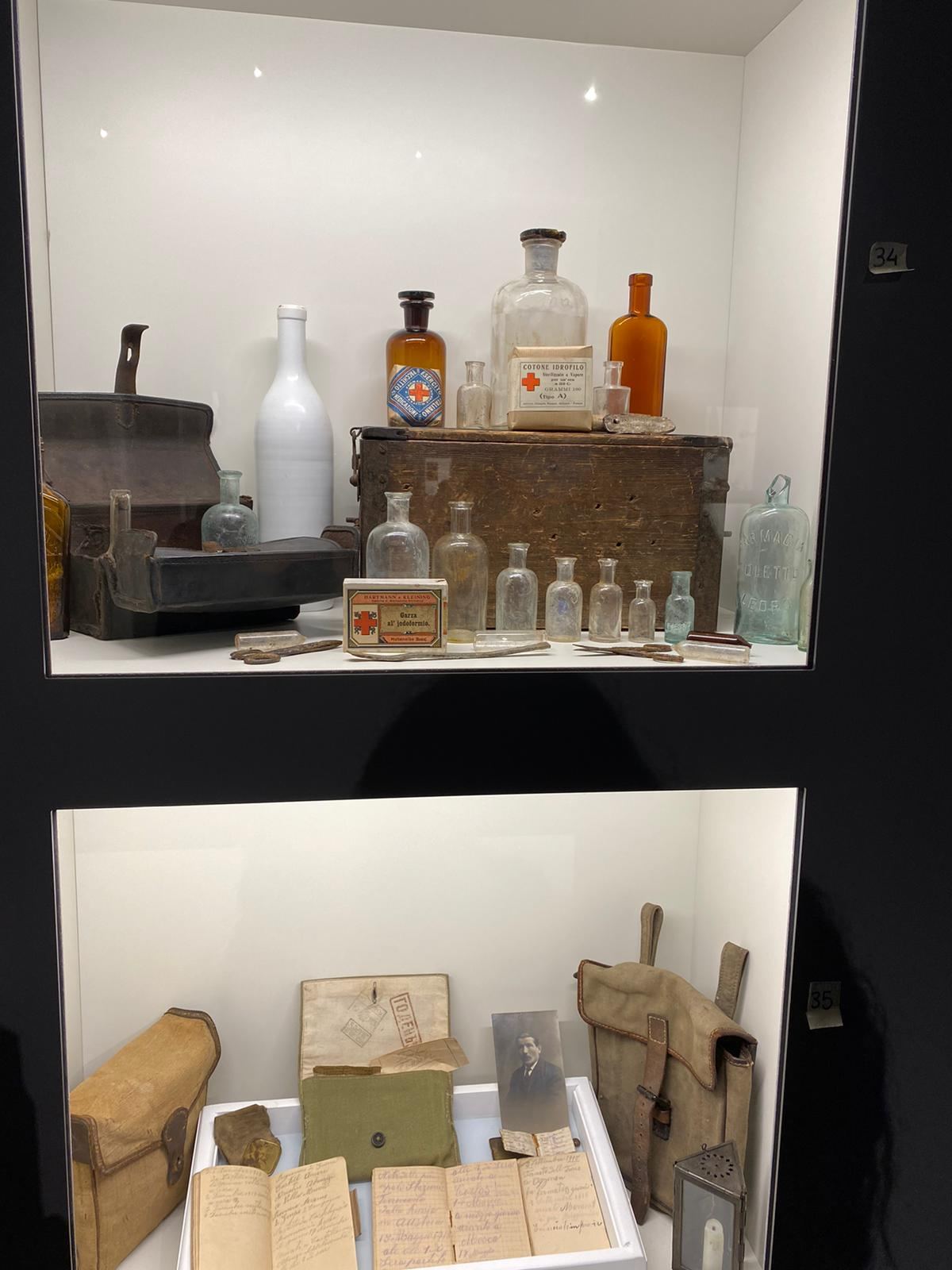
Farmaci
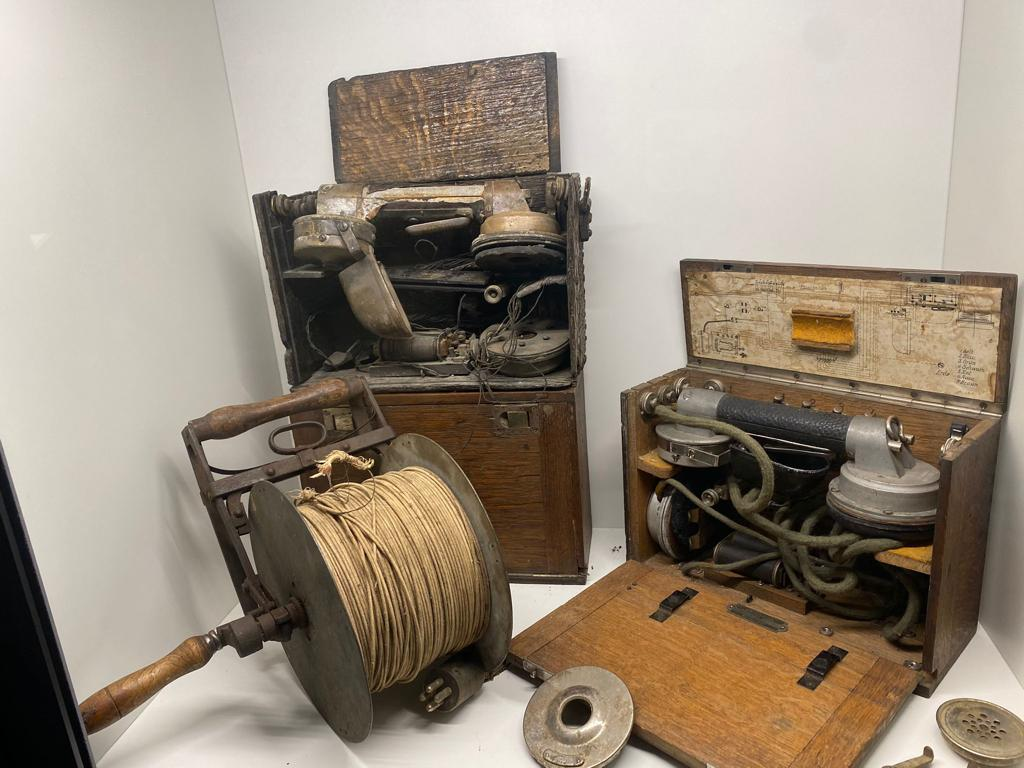
Mezzi di comunicazione militari
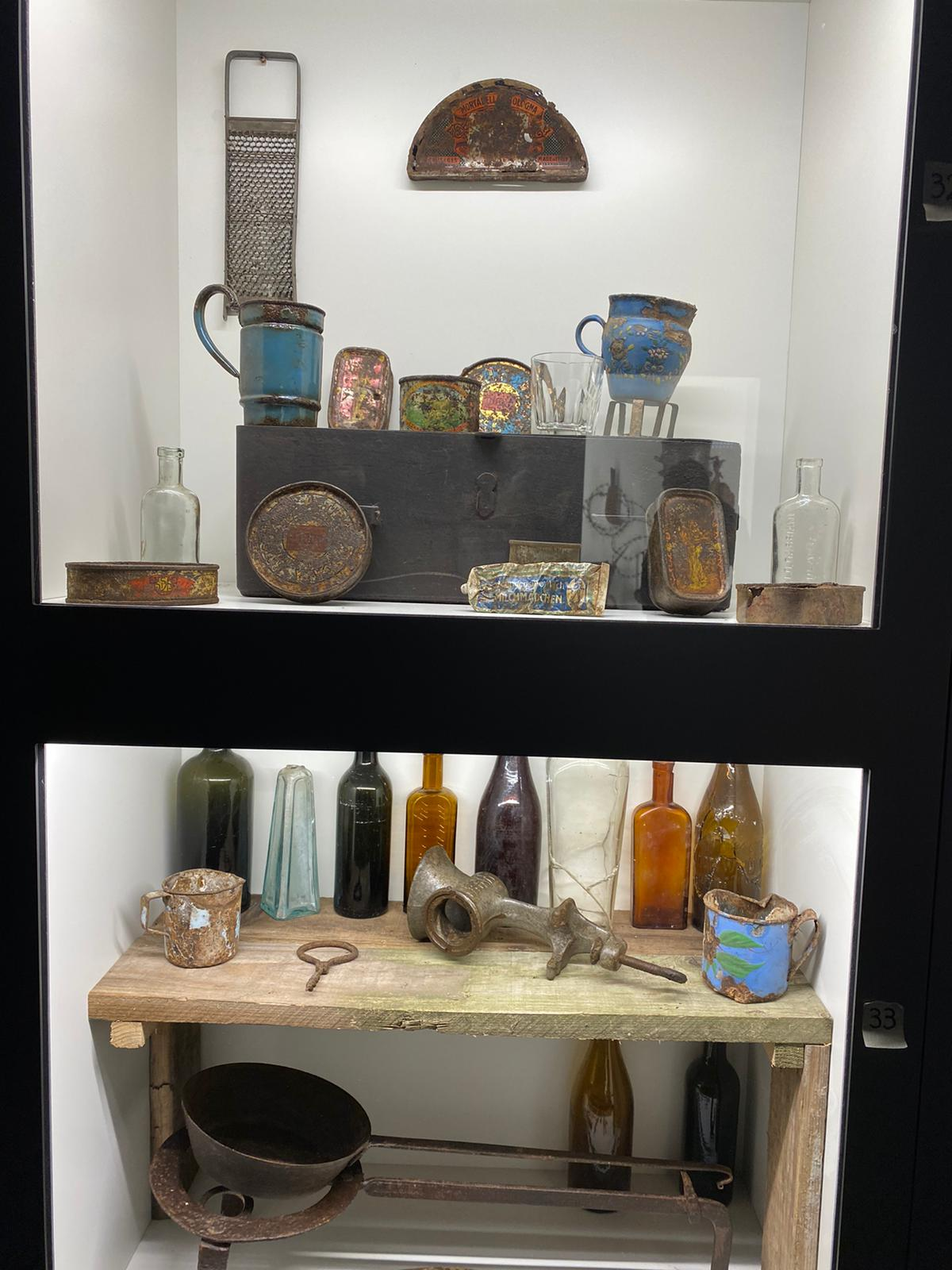
Bottiglie e tazze
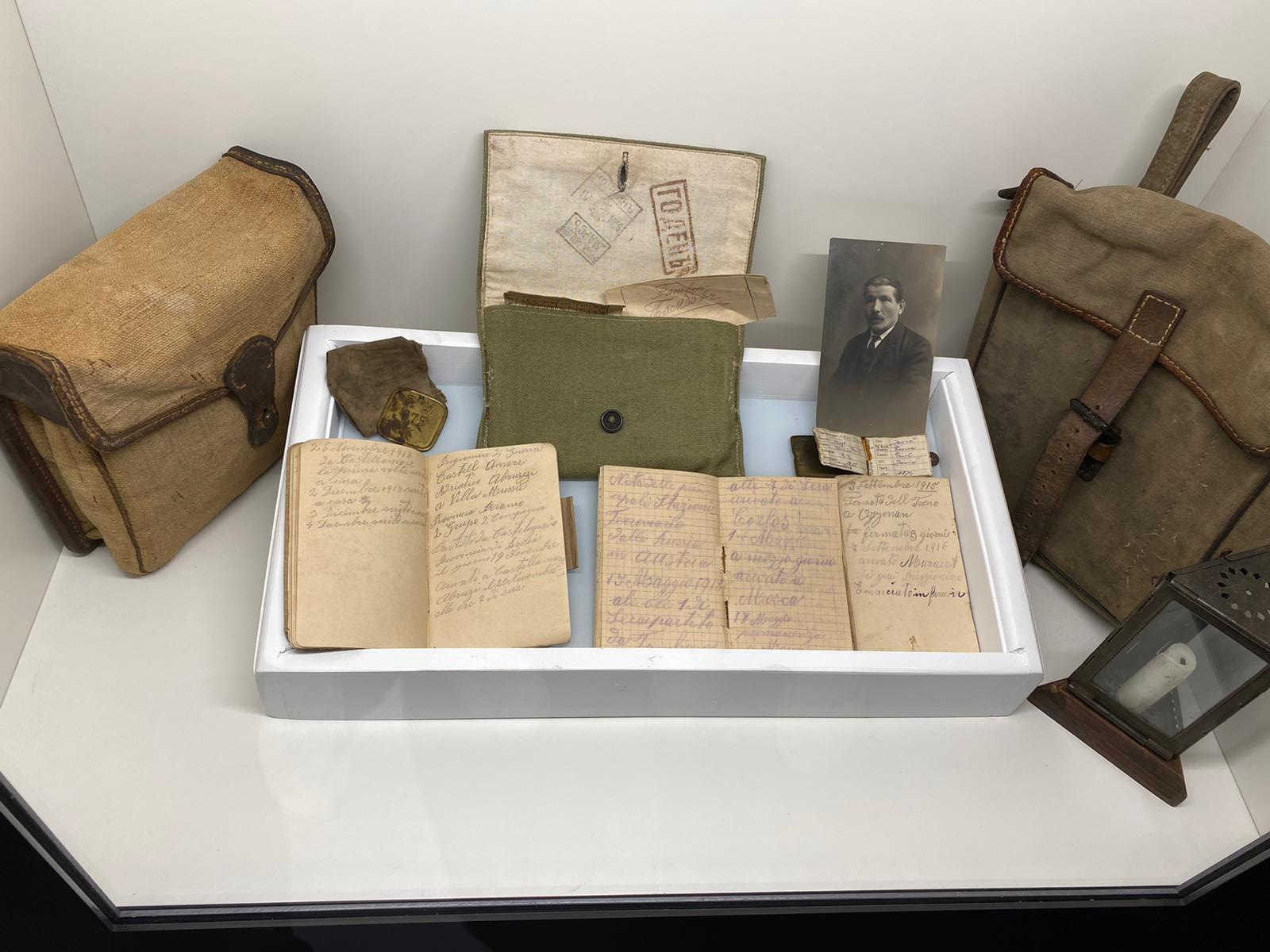
Documenti scritti
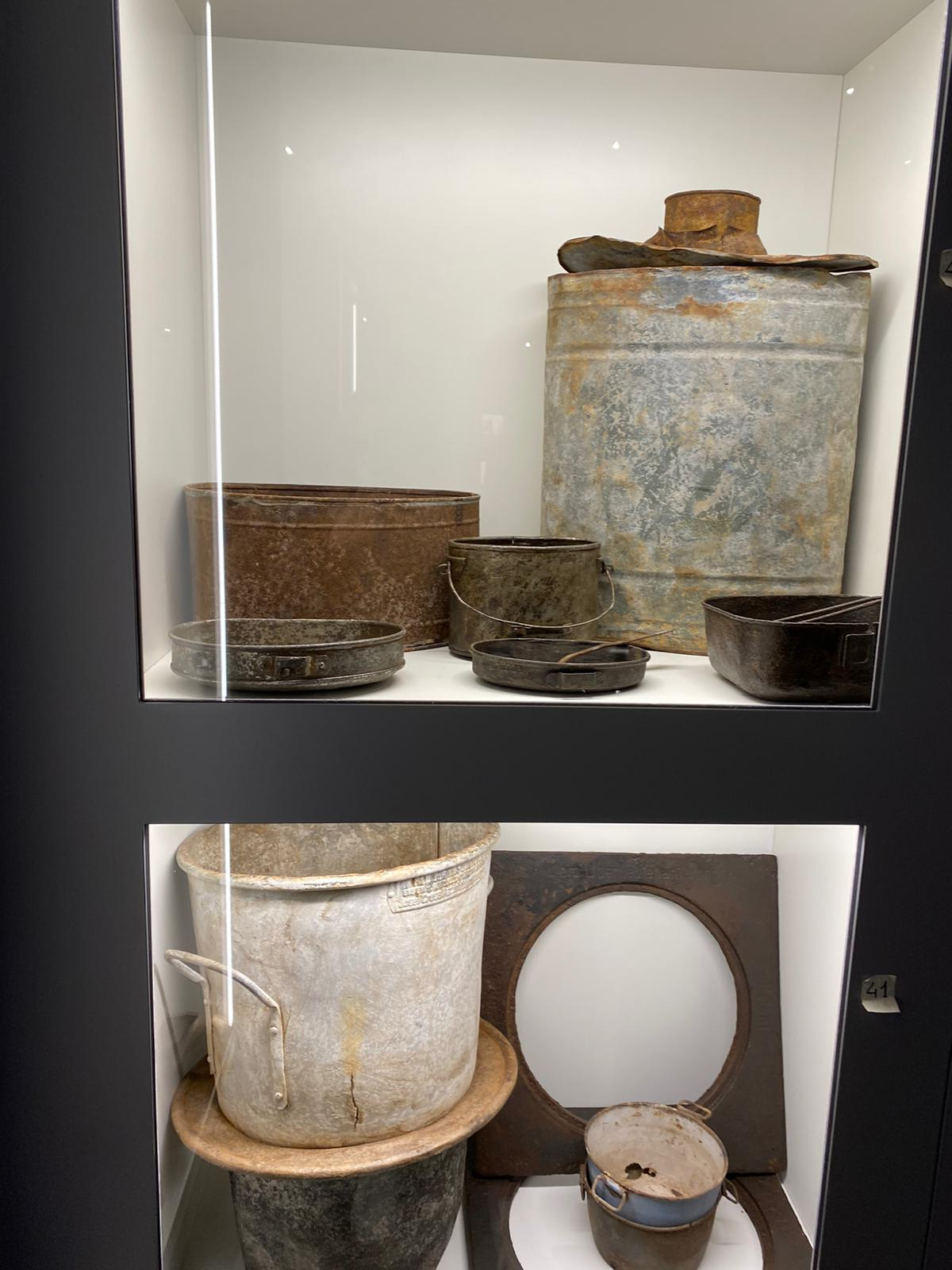
Utensili culinari
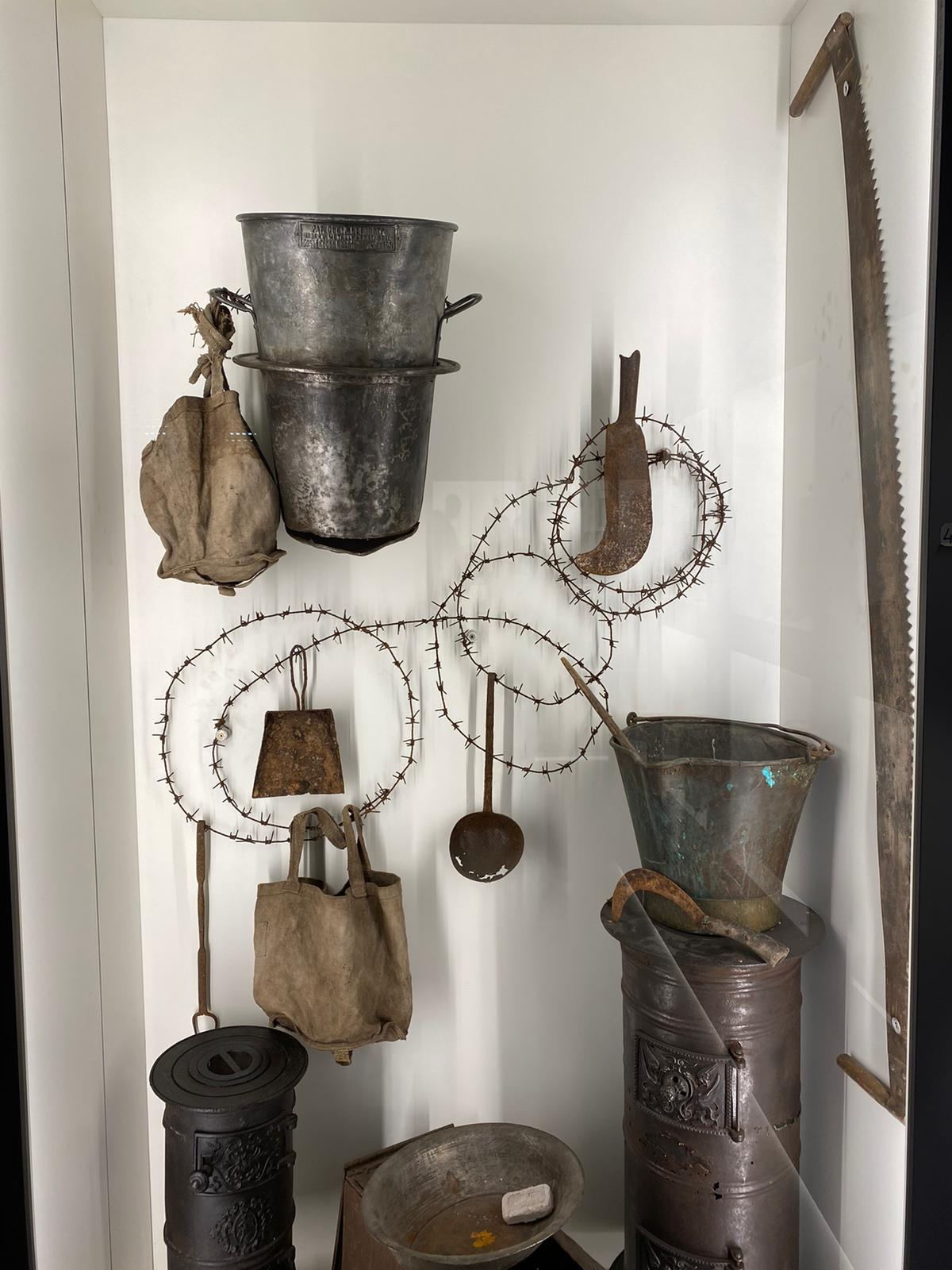
Attrezzi
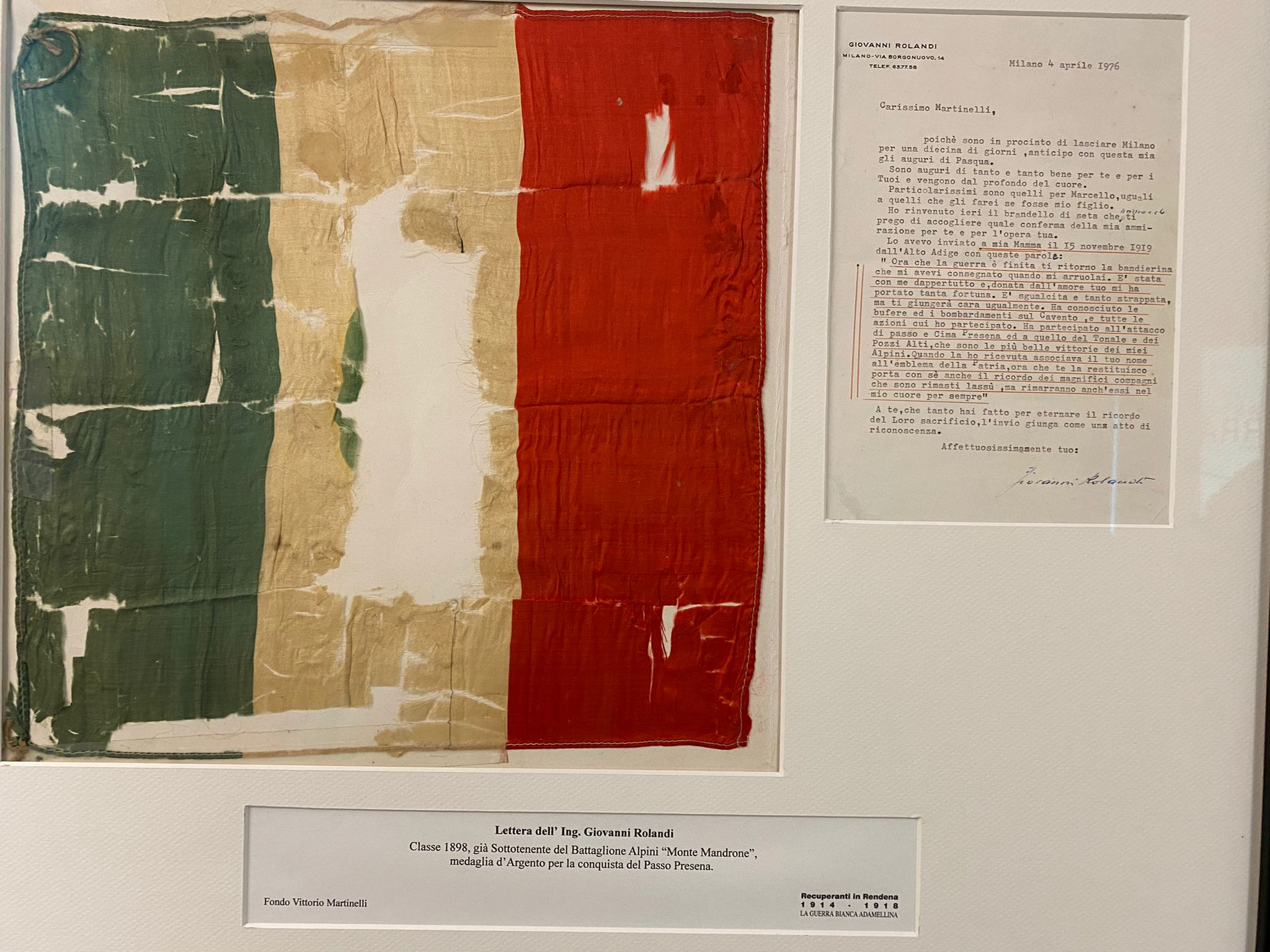
Bandiera d'Italia
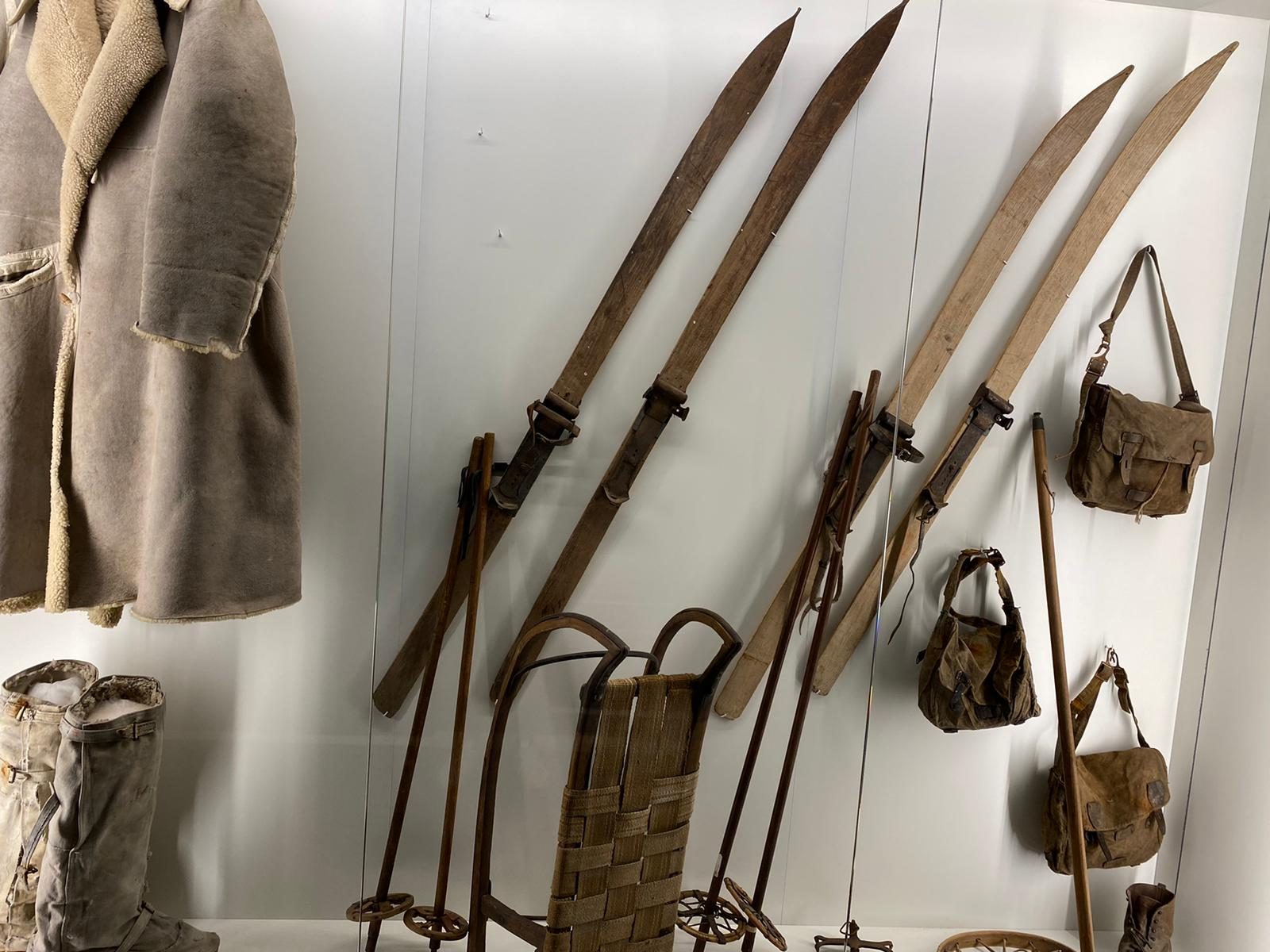
Slitta e vestiario